# 河口省
河口省（法語：Estuaire）是加蓬的9個省份之一，位於該國西北部，首府利伯維爾（Libreville），下分5縣，北面是赤道畿內亞，東臨沃勒-恩特姆省，東南面是中奧果韋省，西南面是濱海奧果韋省，西面是畿內亞灣，面積20,740平方公里。

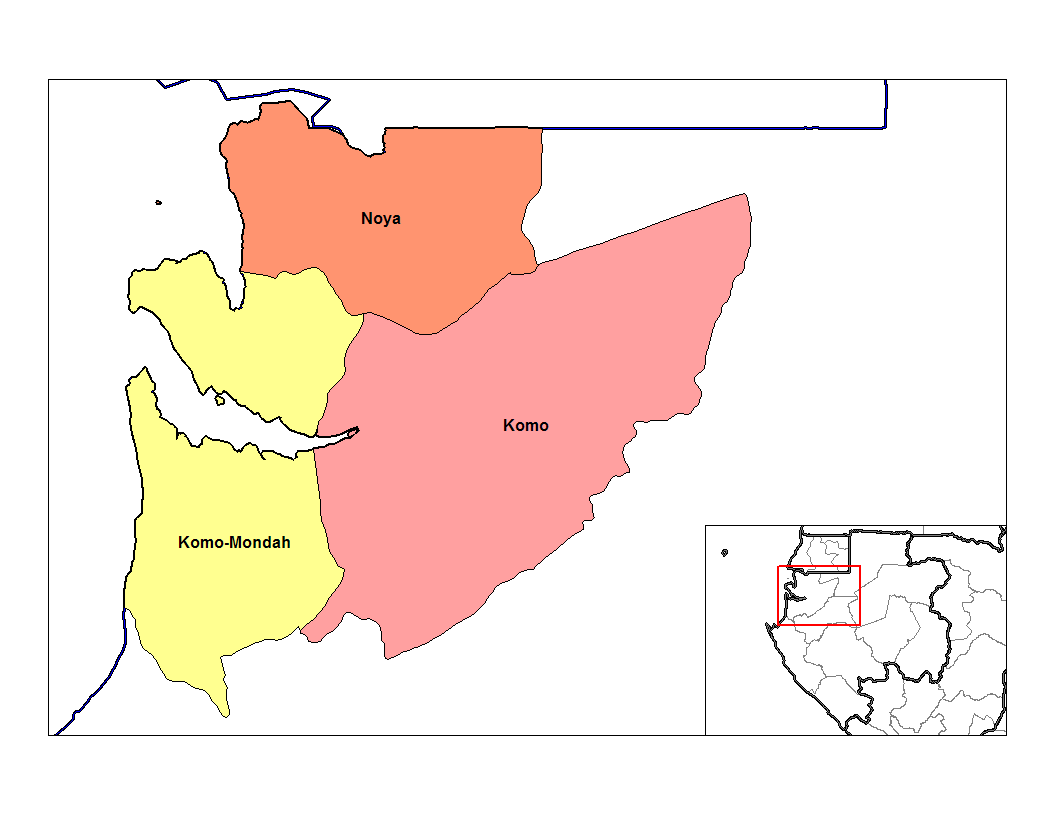
河口省的縣份

0°23′40″N 9°25′45″E / 0.39444°N 9.42917°E